# Faro Dyrhólaey
El Faro Dyrhólaey (del islandés: Dyrhólaeyjarviti) [ˈtɪːrˌhouːlaˌeiːjarˌvɪːtɪ]) se encuentra en la costa centro meridional de Islandia, sobre la península del mismo nombre.

## Características
El faro Dyrhólaey se encuentra en la localidad de Vík í Mýrdal del municipio de Mýrdalshreppur, en la zona sur de la región de Suðurland. Consta de una torre cuadrada en hormigón, pintada de blanco con una franja roja. Espacios para su cuidado se ubican en los lados izquierdo y derecho de la torre.
Una linterna roja de metal fue colocada en la parte superior de la torre. El plano focal de la luz es de 118 metros. El edificio tiene 13 metros de altura. El sitio, pero no la torre, está abierto a los visitantes.

## Galería

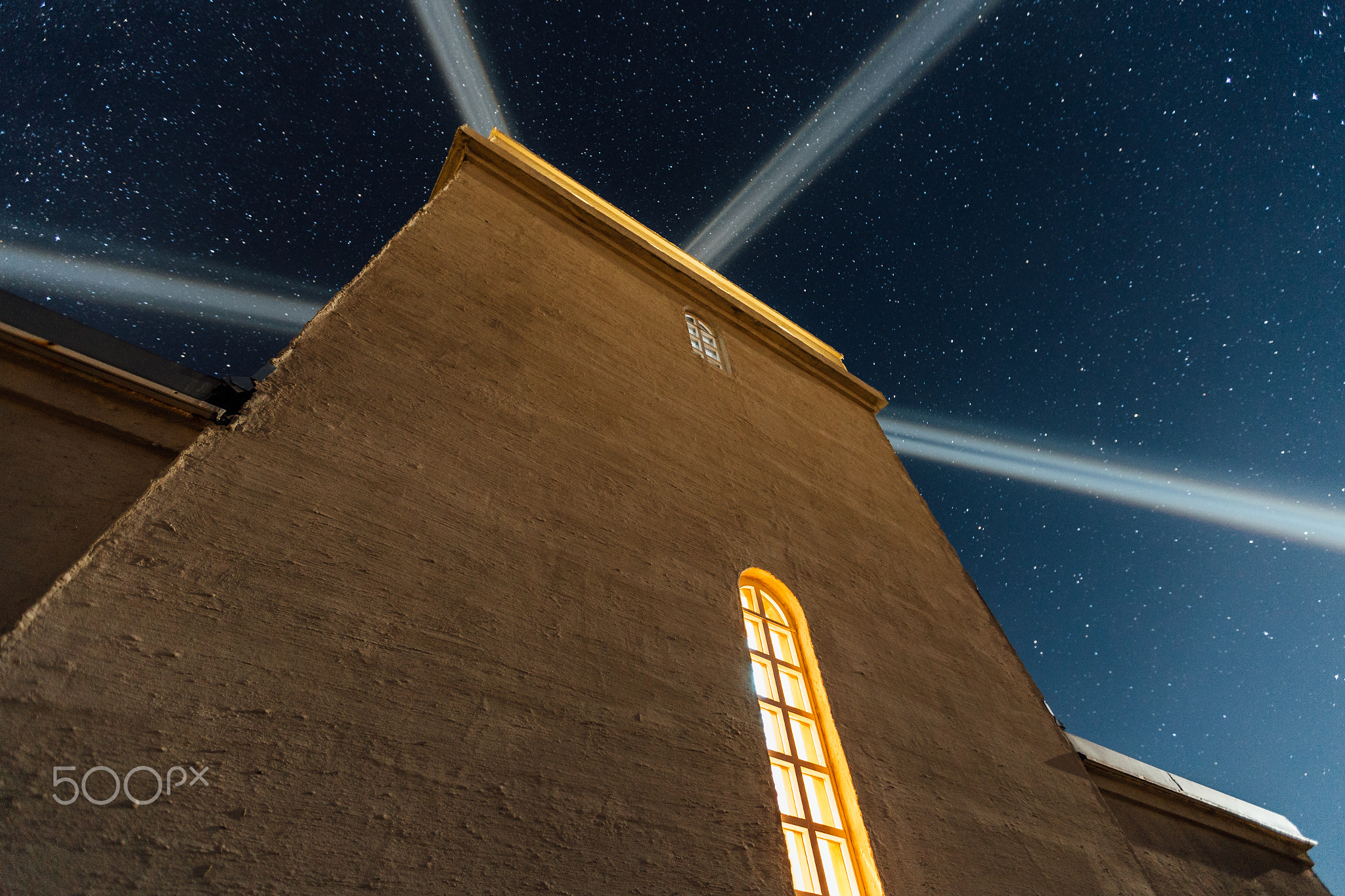
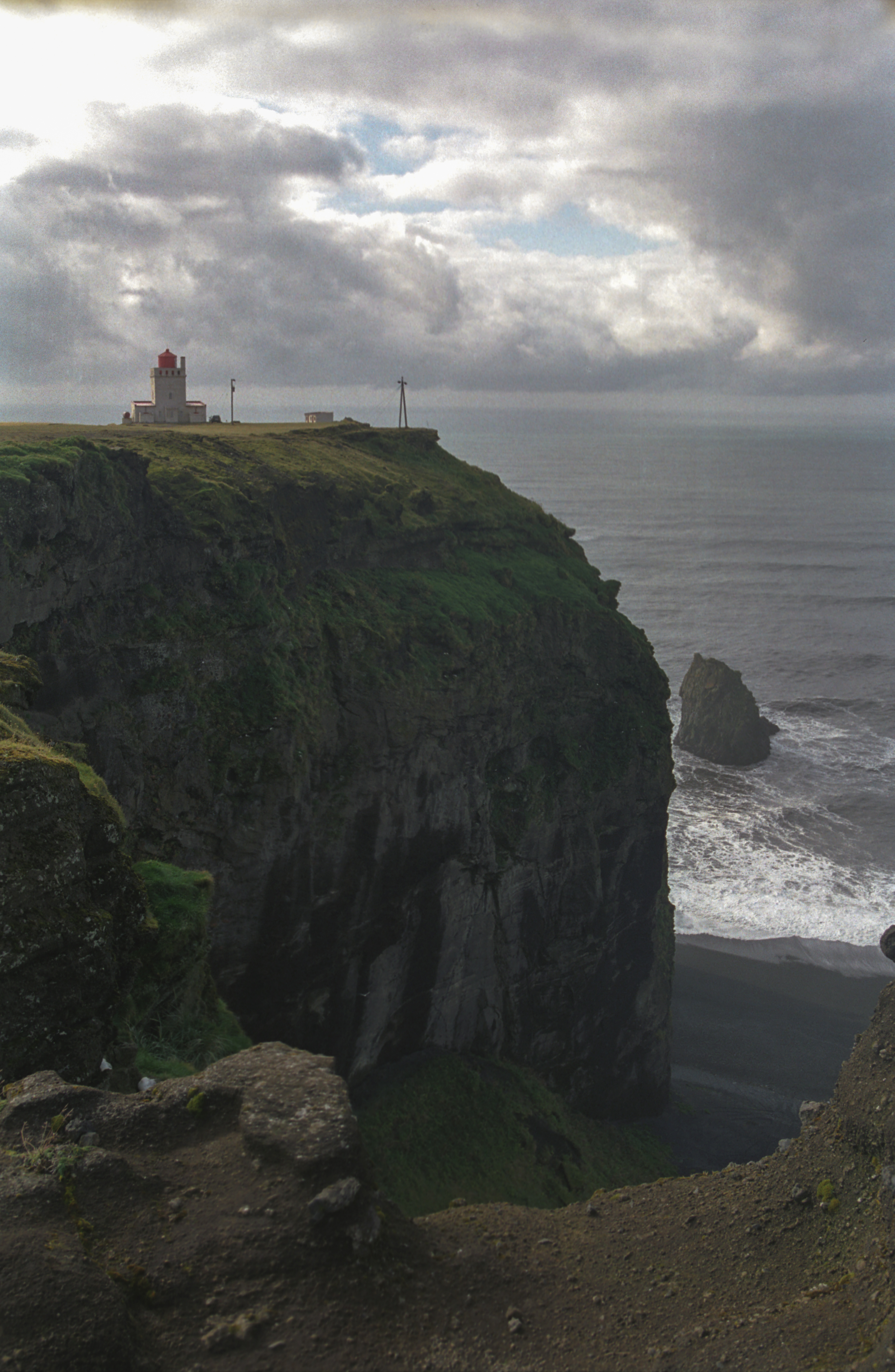
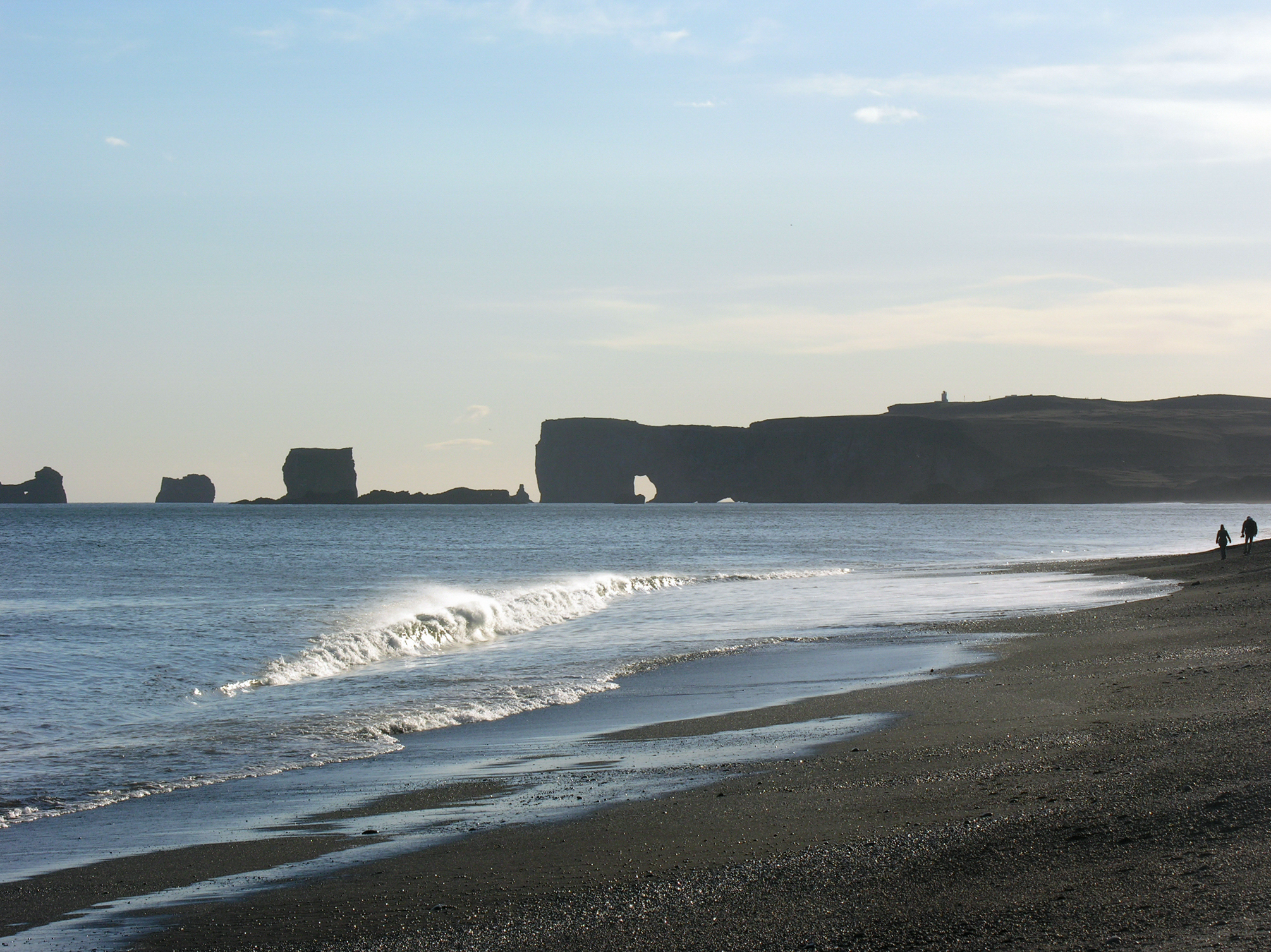
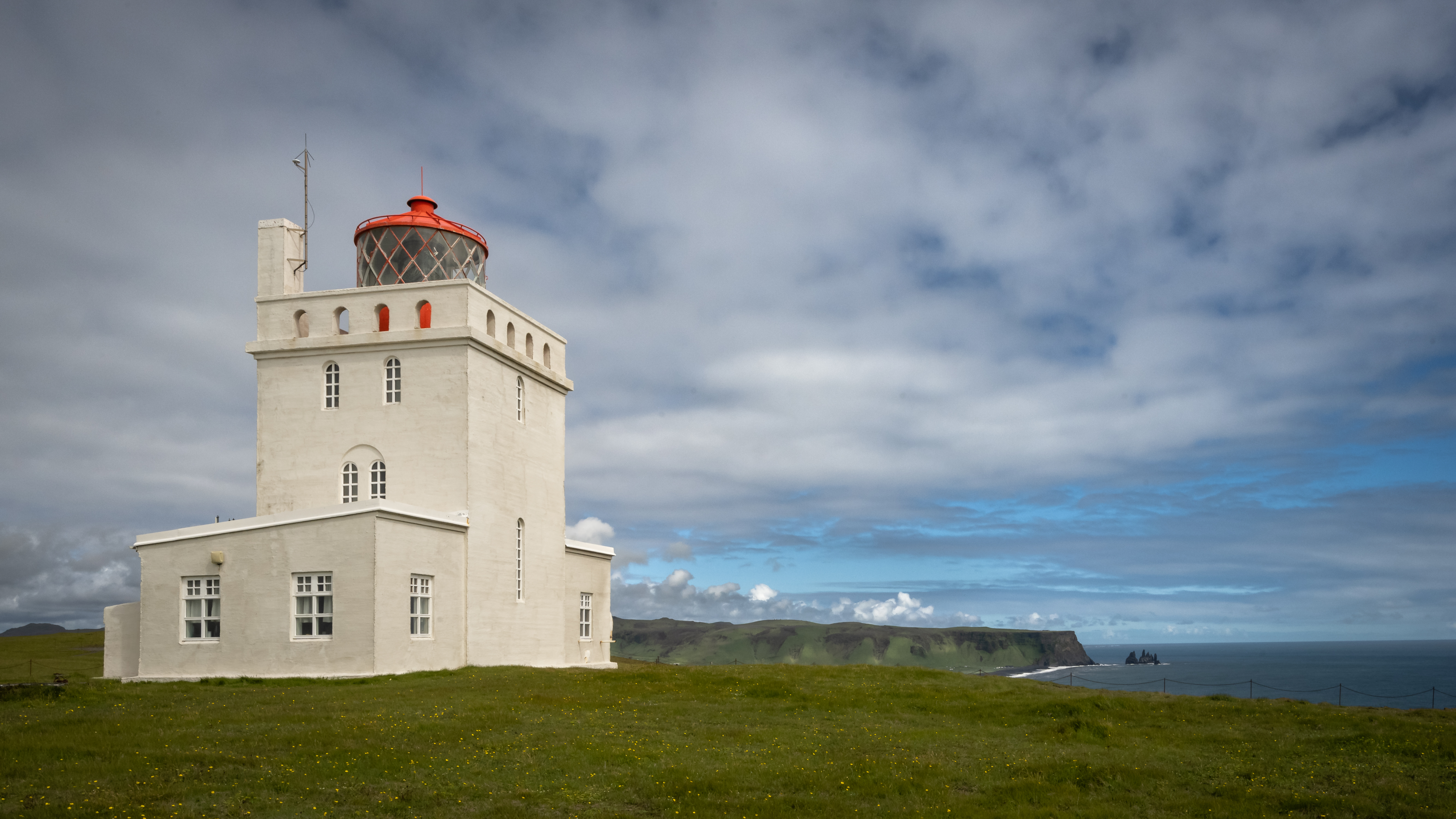